# Ananke (måne)
Ananke er en af planeten Jupiters måner: Den blev opdaget 28. september 1951 af Seth Barnes Nicholson, som observerede den fra Mount Wilson-observatoriet. Den kendes også under betegnelsen Jupiter XII; faktisk vedtog den Internationale Astronomiske Union først i 1975 at opkalde den efter Ananke fra den græske mytologi. Indtil da blev navnet Adrastea brugt uofficielt af nogle astronomer — dette navn er siden hen gået til en anden jupitermåne.
Ananke lægger navn til den såkaldte Ananke-gruppe, der består af i alt 16 måner, og som er retrograde irregulære måner, der kredser om Jupiter mellem 19,3 og 22,7 Gm med inklinationer på ca. 150°.

## Kredsløb
Ananke kredser om Jupiter med stor excentricitet og i retrograd omløb med høj inklination. Der findes otte irregulære måner, opdaget siden år 2000, som følger tilsvarende baner. Diagrammet illustrerer Anankes kredsløb i relation til Jupiters andre retrograde, irregulære måner. Excentriciteten af udvalgte baner er repræsenteret af de gule segmenter (der går fra pericenter til apocenter). Den yderste, regulære måne Callisto er vist som reference.
Med disse omløb og de fysiske karakteristika, som er kendt indtil nu, menes Ananke at være den største rest  
af en oprindelig sønderdeling, som har dannet Ananke-gruppen.

## Fysiske karakteristika
I det synlige spektrum viser Ananke sig neutral til lys-rød, med farveindicierne B-V=0,90 V-R=0,38).
Det infrarøde spektrum svarer til en asteroide af P-typen, men med en mulig antydning af tilstedeværelse af vand. 